# El Cuy (departement)
El Cuy is een departement in de Argentijnse provincie Río Negro. Het departement (Spaans:  departamento) heeft een oppervlakte van 22.475 km² en telt 4.252 inwoners.

## Plaatsen in departement El Cuy
- Aguada Guzmán
- Cerro Policía
- Chasico
- El Cuy
- Las Perlas
- Lonco Vaca
- Mencué
- Naupa Huen
- Paso Córdoba
- Trica Có
- Valle Azul